# Odynerus magadensis
Odynerus magadensis är en stekelart som beskrevs av Giordani Soika. Odynerus magadensis ingår i släktet lergetingar, och familjen Eumenidae. Inga underarter finns listade i Catalogue of Life.